# Pseudotiara tropica
Pseudotiara tropica är en nässeldjursart som först beskrevs av Bigelow 1912.  Pseudotiara tropica ingår i släktet Pseudotiara och familjen Bythotiaridae. Inga underarter finns listade i Catalogue of Life.